# Squadriglia top secret
Squadriglia top secret (Call to Glory) è una serie televisiva statunitense in 23 episodi trasmessi per la prima volta nel corso di una sola stagione dal 1984 al 1985.
È una sitcom d'azione incentrata sulle vicende del colonnello dell'aviazione militare Raynor Sarnac nella Edwards Air Force Base nei primi anni sessanta e della sua famiglia. La serie fu cancellata alla fine della prima stagione a causa dei bassi ascolti.

## Personaggi e interpreti
- Colonnello Raynor Sarnac (23 episodi, 1984-1985), interpretato da	Craig T. Nelson.
- Vanessa Sarnac (23 episodi, 1984-1985), interpretata da	Cindy Pickett.
- Jackie Sarnac (23 episodi, 1984-1985), interpretata da	Elisabeth Shue.
- R.H. Sarnac (23 episodi, 1984-1985), interpretato da	Gabriel Damon.
- Wesley Sarnac (21 episodi, 1984-1985), interpretato da	David Hollander.
- Patrick Thomas (21 episodi, 1984-1985), interpretato da	Tom O'Brien.
- Carl Sarnac (21 episodi, 1984-1985), interpretato da	Keenan Wynn.
- Airman Tom Bonelli (19 episodi, 1984-1985), interpretato da	David Lain Baker.
- Generale Hampton (3 episodi, 1984-1985), interpretato da	J. D. Cannon.

## Produzione
La serie fu prodotta da Paramount Television e girata negli studios della Paramount a Hollywood in California. Le musiche furono composte da Gary Anderson e Charles Gross.

### Registi
Tra i registi della serie sono accreditati:
- Peter Levin in 5 episodi (1984-1985)
- Jon Avnet in 2 episodi (1984-1985)
- Ernest Pintoff in 2 episodi (1984)
- Peter Werner in 2 episodi (1984)

### Sceneggiatori
Tra gli sceneggiatori della serie sono accreditati:
- Ronald M. Cohen in 23 episodi (1984-1985)
- Carol Schreder in 7 episodi (1984-1985)
- Brad Radnitz in 6 episodi (1984-1985)
- Josef Anderson in 5 episodi (1984-1985)
- Jon Avnet in 2 episodi (1984-1985)
- Robert Lewin in 2 episodi (1984-1985)
- Rick Edelstein

## Distribuzione
La serie fu trasmessa negli Stati Uniti dal 13 agosto 1984 al 1º febbraio 1985 sulla rete televisiva ABC. In Italia è stata trasmessa con il titolo Squadriglia top secret.
Alcune delle uscite internazionali sono state:
- negli Stati Uniti il 13 agosto 1984 (Call to Glory)
- in Germania Ovest nel 1989 (Air Force)
- in Italia (Squadriglia top secret)

## Episodi
| Stagione       | Episodi | Prima TV USA |
| -------------- | ------- | ------------ |
| Prima stagione | 23      | 1984-1985    |